# Omphaloceps
Omphaloceps es un  género de lepidópteros perteneciente a la familia Noctuidae. Es originario de África.

## Especies
- Omphaloceps daria Druce, 1895
- Omphaloceps triangularis Mabille, 1893